# Hannón (206 a. C.)
Hannón fue un oficial cartaginés al servicio de Magón Barca en Hispania.

## Biografía
Derrotado Asdrúbal Giscón en 206 a. C., y tras sufrir una derrota personal junto con Hannón el Viejo y Laro ante Marco Junio Silano en Celtiberia, el general Magón se refugió en Gades y envió a Hannón para reclutar mercenarios entre las tribus de Hispania. Hannón pudo reclutar una fuerza importante pero antes de organizarse fue atacado y derrotado por Lucio Marcio Séptimo.
El destino de Hannón sigue dos versiones: según Tito Livio, consiguió huir de vuelta a Gades con un pequeño número de asistentes, mientras que, según Apiano, fue entregado por sus propios mercenarios durante las negociaciones de la batalla y quedó presumiblemente como prisionero de guerra de los romanos.